# Araeotanypus consors
Araeotanypus consors är en skalbaggsart som beskrevs av Louis Albert Péringuey 1908. Araeotanypus consors ingår i släktet Araeotanypus och familjen Hybosoridae. Inga underarter finns listade.